# ۷۹ نهنگ

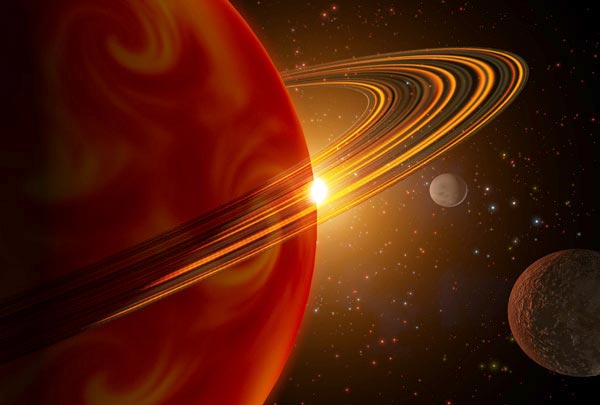
ستاره ۷۹نهنگ

۷۹ نهنگ یک ستاره است که در صورت فلکی نهنگ قرار دارد.